# Artemidactis
Artemidactis is een geslacht van zeeanemonen uit de klasse van de Anthozoa (bloemdieren).

## Soort
- Artemidactis victrix Stephenson, 1918